# XRCC4
XRCC4 (англ. X-ray repair cross complementing 4) – білок, який кодується однойменним геном, розташованим у людей на короткому плечі 5-ї хромосоми. Довжина поліпептидного ланцюга білка становить 336 амінокислот, а молекулярна маса — 38 287.
| 10         |  | 20         |  | 30         |  | 40         |  | 50         |
| ---------- |  | ---------- |  | ---------- |  | ---------- |  | ---------- |
| MERKISRIHL |  | VSEPSITHFL |  | QVSWEKTLES |  | GFVITLTDGH |  | SAWTGTVSES |
| EISQEADDMA |  | MEKGKYVGEL |  | RKALLSGAGP |  | ADVYTFNFSK |  | ESCYFFFEKN |
| LKDVSFRLGS |  | FNLEKVENPA |  | EVIRELICYC |  | LDTIAENQAK |  | NEHLQKENER |
| LLRDWNDVQG |  | RFEKCVSAKE |  | ALETDLYKRF |  | ILVLNEKKTK |  | IRSLHNKLLN |
| AAQEREKDIK |  | QEGETAICSE |  | MTADRDPVYD |  | ESTDEESENQ |  | TDLSGLASAA |
| VSKDDSIISS |  | LDVTDIAPSR |  | KRRQRMQRNL |  | GTEPKMAPQE |  | NQLQEKENSR |
| PDSSLPETSK |  | KEHISAENMS |  | LETLRNSSPE |  | DLFDEI     |  |            |

A: Аланін

C: Цистеїн

D: Аспарагінова кислота

E: Глутамінова кислота

F: Фенілаланін

G: Гліцин

H: Гістидин

I: Ізолейцин

K: Лізин

L: Лейцин

M: Метіонін

N: Аспарагін

P: Пролін

Q: Глутамін

R: Аргінін

S: Серин

T: Треонін

V: Валін

W: Триптофан

Кодований геном білок за функцією належить до фосфопротеїнів. 
Задіяний у таких біологічних процесах, як пошкодження ДНК, репарація ДНК, рекомбінація ДНК, альтернативний сплайсинг, поліморфізм. 
Локалізований у ядрі.